# Museu da Vida Escolar da Grécia

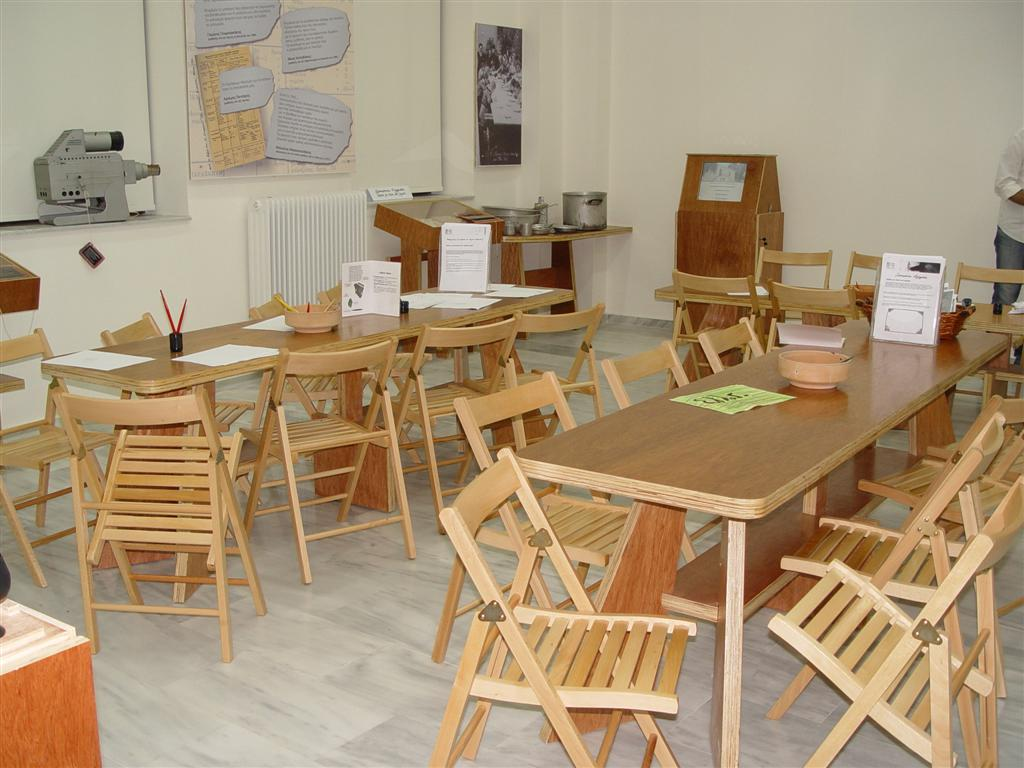

O Museu da Vida Escolar da Grécia fica localizado em Chania ilha de Creta na Grécia.
O museu tenta recriar uma sala de aula tradicional da Grécia.
Os visitantes também podem experimentar realizar actividades típicas da escola tradicional (jogos infantis, escrita com caneta de pena, entre outras).